# Copa Peru
A Copa Peru é um campeonato promocional de futebol, equivalente a terceira divisão peruana, em que participam equipes de todo o país com a finalidade de obter vagas no Campeonato Peruano de Futebol. Até 2022, o campeão do torneio era promovido diretamente a primeira divisão nacional, e o vice, para a segunda divisão nacional. A partir de 2023 a Copa Peru passou a promover os times para a Segunda Divisão Nacional e não mais para a Primeira Divisão.
A Copa Peru é um campeonato muito longo e complexo, pois possui uma vasta fase eliminatória, que abrange todas as regiões peruanas.

## Regiões

Regiões da Copa Peru.

Para o desenrolar do campeonato, a Federação Peruana de Futebol dividiu o território peruano em 8 regiões diferentes:
- Região I - Formadas por equipes dos estados peruanos: Amazonas, Tumbes, Piura e Lambayeque.
- Região II - Formada por equipes dos estados peruanos: Ancash, Cajamarca, San Martin e La Libertad.
- Região III - Formadas por equipes dos estados peruanos: Loreto e Ucayali
- Região IV - Formadas por equipes dos estados peruanos: Lima e Provincia Constitucional do Callao.
- Região V - Formadas por equipes dos estados peruanos: Ica, Huancavelica e Ayacucho.
- Região VI - Formadas por equipes dos estados peruanos: Huánuco, Pasco e Junín.
- Região VII - Formadas por equipes dos estados peruanos: Arequipa, Moquegua e Tacna.
- Región VIII - Formadas por equipes dos estados peruanos: Cusco, Madre de Dios, Puno e Apurimac.

## Etapas
Cada departamento peruano se divide em províncias, que por sua vez se dividem em distritos.
Assim sendo, a Copa Peru começa a ser disputada entre equipes de um mesmo distrito. Cada distrito realiza um campeonato de pontos corridos, com turno e returno, entre os meses de fevereiro e maio. Os times que se consagrarem campeões dos campeonatos distritais de uma mesma província jogam entre si, em um novo campeonato de pontos corridos, com turno e returno, entre os meses de maio e agosto. Ao término do campeonato provincial, os times que se consagrarem campeões estarão qualificados para disputar a etapa estadual. Em cada estadual, se realiza o mesmo processo de disputa das fases distrital e provincial, que é realizada entre os meses de agosto e outubro. Para finalizar, os campeões de cada estado se enfrentam, até que se determine os oito campeões e vice-campeões regionais, que estarão qualificados para as oitavas de final da Copa Peru.
A fase final é disputada em partidas de mata-mata, em ida e volta. Classifica-se a equipe que obter mais vitórias. Em caso de dois empates, ou uma vitória para cada time, é realizada uma terceira partida em campo neutro.

## Campeões
| Ano  | Campeão                                          | Província                                        | Departamento (Estado)                            |
| ---- | ------------------------------------------------ | ------------------------------------------------ | ------------------------------------------------ |
| 1967 | Alfonso Ugarte                                   | Trujillo                                         | La Libertad                                      |
| 1968 | Carlos A. Mannucci                               | Trujillo                                         | La Libertad                                      |
| 1969 | Carlos A. Mannucci                               | Trujillo                                         | La Libertad                                      |
| 1970 | Atlético Torino                                  | Talara                                           | Piura                                            |
| 1971 | Melgar                                           | Arequipa                                         | Arequipa                                         |
| 1972 | Atlético Grau                                    | Piura                                            | Piura                                            |
| 1973 | Sportivo Huracán                                 | Arequipa                                         | Arequipa                                         |
| 1975 | Atlético Torino                                  | Talara                                           | Piura                                            |
| 1976 | Coronel Bolognesi                                | Tacna                                            | Tacna                                            |
| 1977 | Atlético Torino                                  | Talara                                           | Piura                                            |
| 1978 | Juventud La Palma                                | Huaura                                           | Lima                                             |
| 1979 | ADT                                              | Tarma                                            | Junin                                            |
| 1980 | León de Huánuco                                  | Huánuco                                          | Huánuco                                          |
| 1981 | UTC                                              | Cajamarca                                        | Cajamarca                                        |
| 1982 | Atlético Torino                                  | Talara                                           | Piura                                            |
| 1983 | Sport Pilsen                                     | Ferreñafe                                        | Lambayeque                                       |
| 1984 | Los Espartanos                                   | Pacasmayo                                        | La Libertad                                      |
| 1985 | Hungaritos Agustinos                             | Maynas                                           | Loreto                                           |
| 1986 | Deportivo Cañaña                                 | Lambayeque                                       | Lambayeque                                       |
| 1987 | Club Libertad                                    | Trujillo                                         | La Libertad                                      |
| 1993 | Aurich-Cañaña                                    | Chiclayo                                         | Lambayeque                                       |
| 1994 | Atlético Torino                                  | Talara                                           | Piura                                            |
| 1995 | La Loretana                                      | Coronel Portillo                                 | Ucayali                                          |
| 1996 | José Gálvez                                      | Santa                                            | Ancash                                           |
| 1997 | Juan Aurich                                      | Chiclayo                                         | Lambayeque                                       |
| 1998 | IMI FC                                           | Talara                                           | Piura                                            |
| 1999 | Deportivo Upao                                   | Trujillo                                         | La Libertad                                      |
| 2000 | Estudiantes de Medicina                          | Ica                                              | Ica                                              |
| 2001 | Coronel Bolognesi                                | Tacna                                            | Tacna                                            |
| 2002 | Atlético Universidad                             | Arequipa                                         | Arequipa                                         |
| 2003 | Universidad Cesar Vallejo                        | Trujillo                                         | La Libertad                                      |
| 2004 | Sport Áncash                                     | Huaraz                                           | Ancash                                           |
| 2005 | José Gálvez                                      | Santa                                            | Ancash                                           |
| 2006 | Total Clean FC                                   | Arequipa                                         | Arequipa                                         |
| 2007 | Juan Aurich                                      | Chiclayo                                         | Lambayeque                                       |
| 2008 | Sport Huancayo                                   | Huancayo                                         | Junin                                            |
| 2009 | León de Huánuco                                  | Huánuco                                          | Huánuco                                          |
| 2010 | Unión Comercio                                   | Rioja                                            | San Martín                                       |
| 2011 | Real Garcilaso                                   | Província de Cusco                               | Departamento de Cusco                            |
| 2012 | UTC                                              | Província de Cajamarca                           | Departamento de Cajamarca                        |
| 2013 | San Simón                                        | Unión Huaral                                     | Moquegua                                         |
| 2014 | Sport Loreto                                     | Unión Fuerza Minera                              | Pucallpa                                         |
| 2015 | Defensor La Bocana                               | Academia Cantolao                                | Sechura                                          |
| 2016 | Sport Rosario                                    | Deportivo Hualgayoc                              | Hualgayoc                                        |
| 2017 | Binacional                                       | Atlético Grau                                    | Distrito de Desaguadero                          |
| 2018 | Pirata                                           | Alianza Universidad                              | Distrito de José Leonardo Ortiz                  |
| 2019 | Carlos Stein                                     | Deportivo Llacuabamba                            | Distrito de José Leonardo Ortiz                  |
| 2020 | Suspensa em decorrência da Pandemia de COVID-19. | Suspensa em decorrência da Pandemia de COVID-19. | Suspensa em decorrência da Pandemia de COVID-19. |
| 2021 | ADT                                              | Alfonso Ugarte                                   | Tarma                                            |
| 2022 | Deportivo Garcilaso                              | Comerciantes                                     |                                                  |
| 2023 | ADA                                              | San Marcos                                       |                                                  |
| 2024 |                                                  |                                                  |                                                  |